# Jean-Pierre Rosseel

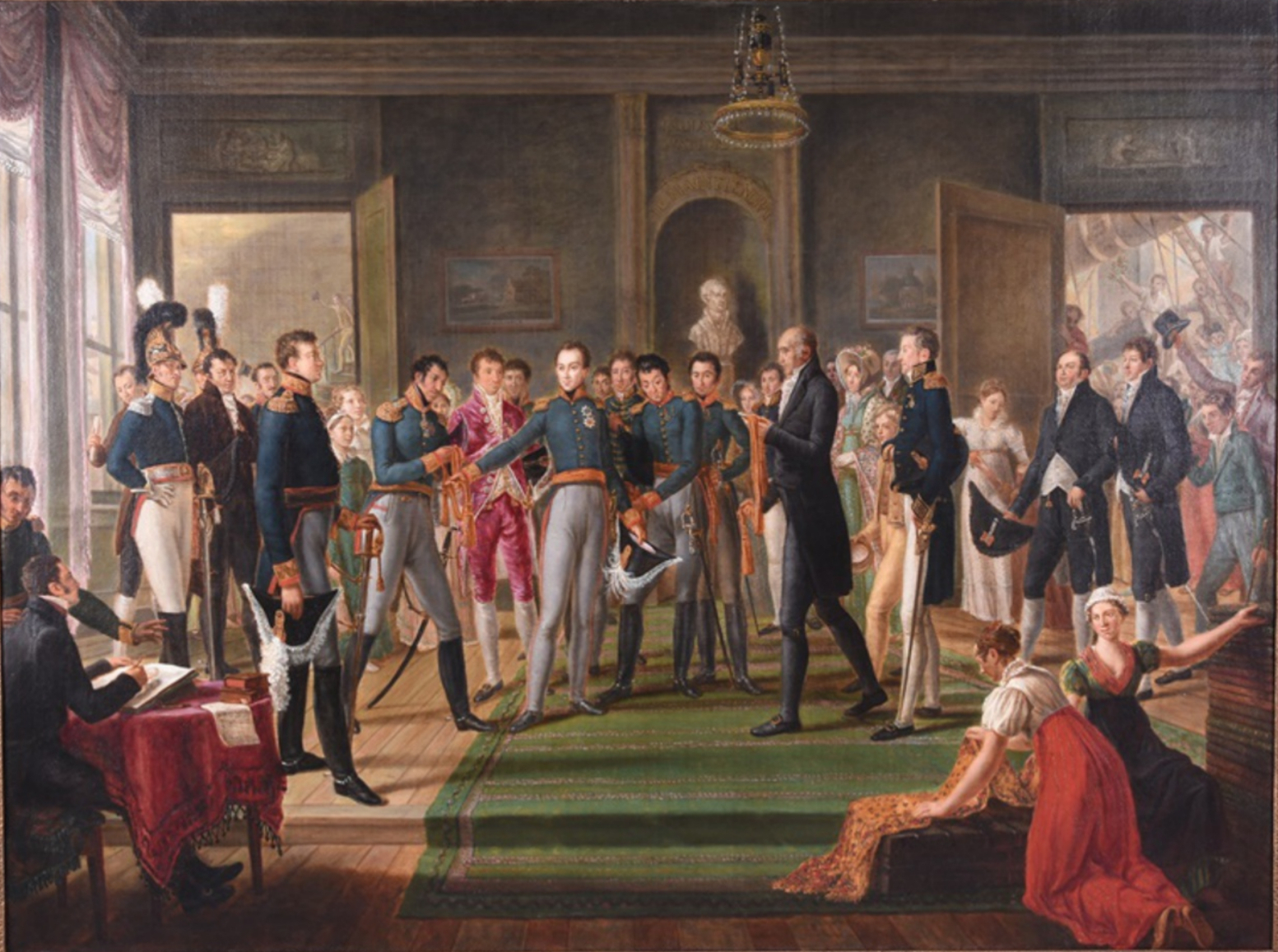
Bezoek van de toekomstige koning Willem II aan de textiel fabriek van Jan Rosseel in Gent - Pieter van Huffel (Stadsmuseum Gent)

Jean-Pierre (Jan Pieter) Rosseel (Gent, 1 april 1766 - aldaar, 9 januari 1843) was een Belgisch industrieel.

## Levensloop
Jean-Pierre Rosseel stichtte in de 18de eeuw een katoenfabriek in de Lange Violettestraat in Gent. Met de steun van Lieven Bauwens mechaniseerde hij zijn bedrijf.
In 1817 mocht Rosseel koning Willem I in het bedrijf ontvangen. In 1820 echter brandde het bedrijf af, waarna hij een nieuwe fabriek bouwde op het huidige Sint-Vincentiusplein.
Daarnaast zetelde Rosseel ook als liberaal politicus in de Gentse gemeenteraad, van 1807 tot 1815, van 1817 tot 1824, en van 1827 tot 1842. Hij was een orangist.
Hij was de vader van Pierre-Jean Rosseel.